# Stazione di Cerbara
La stazione di Cerbara è una fermata ferroviaria posta lungo la linea Centrale Umbra; serve il centro abitato di Cerbara, frazione del comune di Città di Castello. È la stazione più piccola d’Italia